# The Evangelical Alliance Mission
The Evangelical Alliance Mission (TEAM) är ett evangelikalt amerikanskt missionssällskap, grundlagt under namnet Scandinavian Alliance Mission (SAM)  den 14 oktober 1890 av den svensk-amerikanske världsevangelisten Fredrik Franson. Det nuvarande namnet TEAM antogs  1949.

## Historia
SAM sände i januari 1891 ut missionärer till Kina och senare samma år till Japan.
Därefter följde i rask takt södra Afrika, Mongoliet, Indien och Sydamerika.  
I dag har TEAM över 500 missionärer i fler än 40 länder.